# The Hardy Boys (serie televisiva 1956)
The Hardy Boys è una serie televisiva in due stagioni. La serie, prodotta dalla Walt Disney, fu trasmessa dalla rete ABC all'interno del programma televisivo Il club di Topolino tra il 1956 e il 1957.
I fratelli Frank e Joe Hardy sono gli Hardy Boys, personaggi di fantasia protagonisti di diverse serie di gialli per bambini e adolescenti. I due fratelli agiscono come investigatori dilettanti, risolvendo casi rimasti irrisolti per le loro controparti adulte. I personaggi furono creati dallo scrittore americano Edward Stratemeyer. I libri della serie furono quindi scritti da diversi ghostwriter sotto lo pseudonimo collettivo Franklin W. Dixon.
La prima stagione della serie, intitolata The Mystery of the Applegate Treasure, formata da 19 episodi della durata di circa 12 minuti ciascuno, venne trasmessa con cadenza quasi giornaliera dal 2 al 26 ottobre 1956. Il successo ottenuto portò alla realizzazione di un'altra stagione: The Mystery of the Ghost Farm in 15 episodi della stessa durata, trasmessi settimanalmente dal 15 settembre al 20 dicembre 1957.
Per il ruolo dei protagonisti furono chiamati due degli attori bambini di punta della Disney del periodo: Tim Considine e Tommy Kirk. Rispetto ai racconti originari l'età dei fratelli Hardy risultava così abbassata di qualche anno per meglio corrispondere ai gusti del pubblico adolescente de Il club di Topolino. Tim Considine era allora l'idolo del programma, protagonista in quegli stessi anni con David Stollery di un'altra serie di grande popolarità: Spin e Marty. Tommy Kirk raggiungeva proprio allora l'apice del successo come protagonista del film Zanna gialla (Old Yeller, 1957).

## Trama
I figli del grande detective Fenton Hardy, Frank e Joe, sono ansiosi di impressionare il padre con le loro capacità di risolvere i casi più complicati. In The Mystery of the Applegate Treasure vengono in soccorso di un ragazzo ingiustamente accusato e riescono a trovare un tesoro mancante da 10 anni. In The Mystery of the Ghost Farm, Frank e Joe Hardy cercano di risolvere il mistero di una fattoria infestata da un fantasma dove il contadino è morto e non ha lasciato nessuno a prendersi cura del suo bestiame. Il fantasma li assiste per impedire l'accettazione di una falsa richiesta di eredità.